# جون ولس (لاعب كرة قاعدة)
جون ولس (بالإنجليزية: John Wells)‏ هو لاعب كرة قاعدة أمريكي، ولد في 25 نوفمبر 1922 في جنكشن سيتي في الولايات المتحدة، وتوفي في 23 أكتوبر 1993 في أولين في الولايات المتحدة.

## وصلات خارجية
- جون ولس على موقع دوري كرة القاعدة الرئيسي (الإنجليزية)
- جون ولس على موقعبيزبول رفرنس.كوم (الدوري الرئيسي) (الإنجليزية)
- جون ولس على موقعبيزبول رفرنس.كوم (الدوري الثانوي) (الإنجليزية)